# Рантакюля (район Йоэнсуу)
Ра́нтакюля (фин. Rantakylä) — район города Йоэнсуу, расположенный на правом берегу реки Пиелисйоки примерно в 3 км от центральной площади города и граничащий с районами Утра и Мутала (фин. Mutala).

## История
Рантакюля — самый крупный район Йоэнсуу, за исключением центрального, его строительство началось в 1970-е годы. Численность населения на 2017 год составляет 9137 жителей. Большая часть района застроена частными одноэтажными домами, но также есть многоэтажные жилые здания и таунхаусы. Район Рантакюля разделен на несколько микрорайонов: Паталуото (фин. Pataluoto), Ранта-Мутала (фин. Ranta-Mutala), Латола (фин. Latola).
В районе находится евангелическо-лютеранская церковь прихода Рантакюля (фин. Rantakylän kirkko). Церковь в стиле позднего модернизма была возведена в 1981 году по проекту архитектора Вейо Мартикайнена. В церкви могут разместиться до 350 человек, в приходском зале, совмещенном с церковью, есть дополнительное место для 200 человек.

## Образование
- В районе три детских сада.[1] Для удобства жителей дошкольные учреждения расположены в разных микрорайонах. Осенью 2017 года открылся новый семидневный детский сад Паталуото, работающий по гибкому графику с 5:30 до 22:30.
- Начальная школа Рантакюля (фин. Rantakylän koulu) разделена на два здания: в одном корпусе дети учатся с первого по четвёртый класс, в другом — с пятого по шестой.
- В микрорайоне Паталуото расположена самая большая в городе средняя школа старшей ступени (фин. Pataluodon koulu), в которой учатся дети с седьмого по девятый класс. В школе обучаются 420 учеников (2017), пришедших из начальных школ районов Рантакюля, Утра и Мутала.
- Также в районе работает районная библиотека (фин. Rantakylän kirjasto), в которой часто проходят тематические выставки.

## Инфраструктура
- В центре района расположены торговый центр, аптека, районная поликлиника, магазины, отделение «Кела».
- В районе действует центр детского творчества и развития «Сувенлахти». Центр организует и проводит спектакли для детей и взрослых на русском языке, а также предлагает различные варианты дополнительного образования для детей (кружки музыки, танцев, рукоделия и многое другое).
- На протяжении многих лет работает молодежный центр «БOБO» (фин. BOBO). Центр предоставляет молодежи бесплатные возможности проведения досуга (бильярд, пинг-понг, настольные игры, дискотеки и многое другое). Также центр организует экскурсии и поездки[2].
- В Рантакюля находится частный дом престарелых «Helmi», предоставляющий пожилым людям круглосуточный уход в обстановке, приближенной к домашней[3].
- Недалеко от центра района находится парк для выгула собак, разделенный на зоны для крупных и мелких пород.

В районе много мест для занятий зимними и летними видами спорта. Ежедневно открыт бассейн и два тренажерных зала, есть футбольное поле, теннисный корт, поле для фрисби-гольфа.

## Транспорт
По границе района проходит трасса государственного значения № 9. Через район ежедневно ходят несколько автобусов, соединяющих район Утра с другими районами города. Хорошо развита сеть пешеходных и велосипедных маршрутов.